# Leporacanthicus
Leporacanthicus is een geslacht van straalvinnige vissen uit de familie van de harnasmeervallen (Loricariidae).

## Soorten
- Leporacanthicus galaxias Isbrücker & Nijssen, 1989
- Leporacanthicus heterodon Isbrücker & Nijssen, 1989
- Leporacanthicus joselimai Isbrücker & Nijssen, 1989
- Leporacanthicus triactis Isbrücker, Nijssen & Nico, 1992